# Athelington
Athelington är en by och en civil parish i Mid Suffolk i Suffolk i England. Orten har 23 invånare (2001). Den har en kyrka.